# اوگاساوارا شوسای
اوگاساوارا شوسای ((به ژاپنی: 小笠原 少斎 Ogasawara Shōsai); ۱ ژانویهٔ ۱۵۰۱ – ۲۵ اوت ۱۶۰۰) سامورایی بود. او بیشتر به خاطر کشتن هوسوکاوا گراشیا (هوسوکاوا تاما) برای محافظت از ناموسش زمانی که ایشیدا میتسوناری تلاش کرد او را گروگان بگیرد، معروف است. او سپس عمارت آنها را به آتش کشید.